# Rudolf Schenker
Rudolf Schenker (n. 31 august 1948, Hildesheim, Saxonia Inferioară) este un chitarist german, membru fondator al formației heavy metal Scorpions, fiind chitarist principal și unul din principalii compozitori ai formației.